# Jontoforeza
Zasugerowano, aby zintegrować ten artykuł z artykułem jonoforeza. Nie opisano powodu propozycji integracji.
Jontoforeza (terapia jonowa, jonoforeza) – metoda lecznicza, forma elektroterapii polegająca na wprowadzeniu  cząstek obdarzonych ładunkiem elektrycznym – jonów – do organizmu przez skórę lub śluzówkę za pomocą odpowiedniego urządzenia emitującego galwaniczny prąd stały. Wykorzystuje się substancje, które ulegają dysocjacji elektrolitycznej, czyli są elektrolitami.
Ilość wprowadzonego leku jest proporcjonalna do natężenia prądu i czasu jego przepływu. Od anody wprowadzane są jony metali, alkaloidy; od strony katody - aniony.
Najczęściej stosowanymi środkami (jonami) są:
- spod anody: acetylocholina, jad pszczeli, histamina, nowokaina, wapń, cynk, lidokaina, adrenalina, streptomycyna, neomycyna;
- spod katody: diklofenak, heparyna, kwas salicylowy, ketoprofen, jod, imidazolina, hydrokortyzon, prednizolon, penicylina

Jontoforeza jest stosowana w leczeniu zwyrodnieniowych i zapalnych schorzeń narządów ruchu, w uszkodzeniach nerwów, w zaburzeniach miejscowego ukrwienia tkanek.

Przeczytaj ostrzeżenie dotyczące informacji medycznych i pokrewnych zamieszczonych w Wikipedii.